# Аліреза Фагані
Аліреза Фагані (перс. عليرضا فغانى; нар. 21 березня 1978 року, Бардаскан, Іран) — футбольний суддя, обслуговує матчі Про-ліги Перської затоки, міжнародні матчі.

## Кар'єра
Розпочав судити матчі 2000 року в Лізі Азадеган. Пізніше дебютував в Про-лізі Перської затоки.
На міжнародній арені дебютував 27 вересня 2009 року, судив фінальний матч Кубка президента АФК між командами Регар-ТадАЗ та Дордой в якому перемогу здобули господарі «Регар-ТадАЗ» 2–0. Через рік він судив матчі Кубка виклику АФК 2010 в тому числі і фінальний матч між збірними Туркменістану та Північної Кореї.
Фагані був четвертим арбітром на матчі-відкритті чемпіонату світу 2014 між збірними Бразилії та Хорватії 3–1.
25 жовтня 210 судив перший фінальний матч Ліги чемпіонів АФК між командами Вестерн Сідней Вондерерз (Австралія) та Аль-Хіляль (Ер-Ріяд) (Саудівська Аравія) 1–0.
У січня 2015 був одним з 11 головних арбітрів, що обслуговували матчі фінального турніру Кубка Азії з футболу 2015, зокрема він судив і фінал турніру між збірними Південної Кореї та Австралії 1–2. 
20 грудня 2015 відсудив фінал клубного чемпіонату світу з футболу 2015 між командами Рівер Плейт та Барселона 0–3.
На Олімпійському турнірі 2016, що проходив в Ріо-де-Жанейро Фагані відсудив три матчі, зокрема і фінальний матч між Бразилією та Німеччиною, який завершився внічию 1–1, а по пенальті виграли господарі 5–4.
Влітку 2017 обслуговував матчі Кубка конфедерацій, що проходив у Росії.
У 2022 році обраний арбітром на ЧС 2022 у Катарі.

## Нагороди
Найкращий арбітр Азії — 2016.